# 中国统计出版社
中国统计出版社是中华人民共和国出版统计资料和统计学理论与专著的一家出版机构，隶属于国家统计局，社址位于北京市丰台区。中国统计出版社成立于1955年，曾两度被国家新闻出版署评为“良好出版社”，现主要出版《中国统计年鉴》、各类行业统计年鉴和地区统计年鉴，也出版经济类图书。

## 资料来源
1. ↑  许力以主编. . 山西：书海出版社. 1997.12: 81. ISBN 7-80550-211-0.
2. ↑  . 中华人民共和国国家统计局. 中国统计出版社.   [2017-10-23]. （原始内容存档于2017-10-15）.